# NGC 147

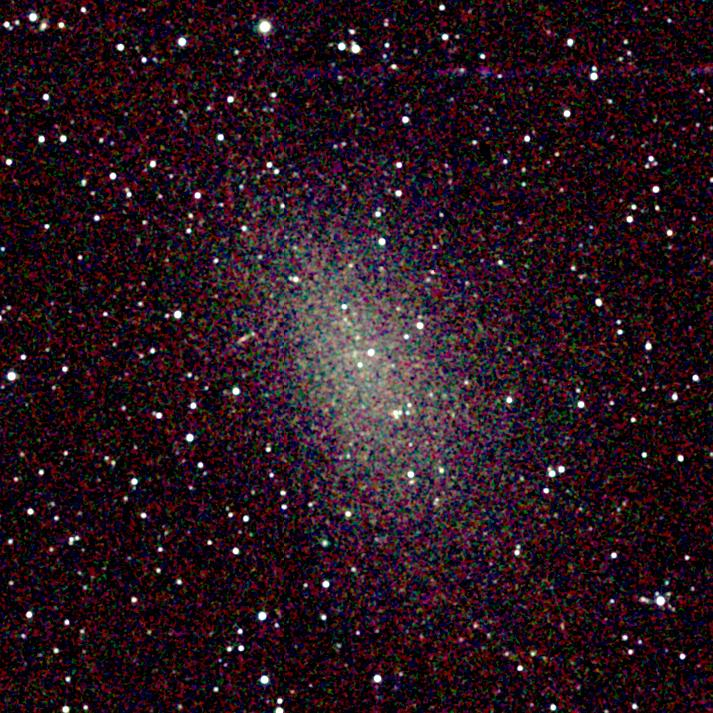
NGC 147

NGC 147 (denumită și Caldwell 17) este o galaxie pitică sferoidală din constelația Cassiopeia.

## Coordonate:00h33m12.1s, +48° 30′ 32″Note
1. ↑  VizieR
2. ↑   http://adsabs.harvard.edu/cgi-bin/nph-bib_query?bibcode=2005MNRAS.356..979M Lipsește sau este vid: |title= (ajutor)
3. 1 2 3  SIMBAD
4. ↑  The observed properties of dwarf galaxies in and around the Local Group[*] Verificați valoarea |titlelink= (ajutor)
5. ↑  Identifying Local Group field galaxies that have interacted with the Milky Way[*] Verificați valoarea |titlelink= (ajutor)
6. ↑  NED. „NED results for object NGC 0147”. Accesat în 4 noiembrie 2019.
7. ↑  ipac. „Results for object NGC 0147 (NGC 147)”. Accesat în 4 noiembrie 2019.
8. ↑  spider.seds.org. „Revised NGC Data for NGC 147”. Accesat în 4 noiembrie 2019.